# Servizio aereo del Corpo forestale dello Stato
Il Servizio aereo del Corpo forestale dello Stato era l'organizzazione che si occupava del coordinamento e della operatività dei servizi di supporto aereo alle unità di terra nello svolgimento dei compiti istituzionali del Corpo stesso.

## Storia
Il Corpo forestale dello Stato possedeva una propria flotta di elicotteri che era gestita dal Centro operativo aereo, sorto nel 1979. Operava dalle basi di Roma Urbe, Roma Ciampino, Cecina (LI), Belluno, Pescara, Rieti e Lamezia Terme, mentre gli elicotteri Erickson S64F erano attivi presso le basi di Albenga, Oristano e Trapani.
L'organico era formato da 80 piloti e 120 specialisti.
Il Servizio aereo del Corpo forestale dello Stato, con la soppressione del Corpo, dal 1º gennaio 2017 è stato suddiviso tra il Corpo nazionale dei vigili del fuoco (mezzi e personale che si occupano di operazioni anti incendio) e l’Arma dei Carabinieri.

## Funzioni
La funzione principale era quella dell'attività antincendioː prevenzione e avvistamento degli incendi boschivi, interventi diretti sul fuoco, trasporto di personale ed attrezzature e guida delle squadre a terra durante lo spegnimento.
Operava inoltre in supporto per lo svolgimento dei servizi di protezione civile e di pubblico soccorso, di monitoraggio ambientale, di anti bracconaggio e di polizia giudiziaria.
Il nominativo radio appartenente alla flotta del CFS era "EAGLE", termine inglese che vuol dire aquila, in ricordo dello stemma rappresentativo del Corpo,  l'Aquila Forestale appunto. Ogni aeromobile possedeva un numero di matricola stampigliato sulla parte esterna della cellula (es.: CFS 21) ed il nominativo radio che ne  identificava ognuno era seguito dal proprio numero (es.: "Eagle 21")

## Mezzi
Disponeva di 37 elicotteri e 1 aereo:
- 18 Agusta-Bell AB 412 (trasferiti al Comando unità per la tutela forestale, ambientale e agroalimentare)
- 12 Breda Nardi NH500 (trasferiti al Comando unità per la tutela forestale, ambientale e agroalimentare)
- 4 Erickson S64F (trasferiti al Corpo nazionale dei vigili del fuoco)
- 3 AW 109N
- 1 Piaggio P.180

## Galleria d'immagini

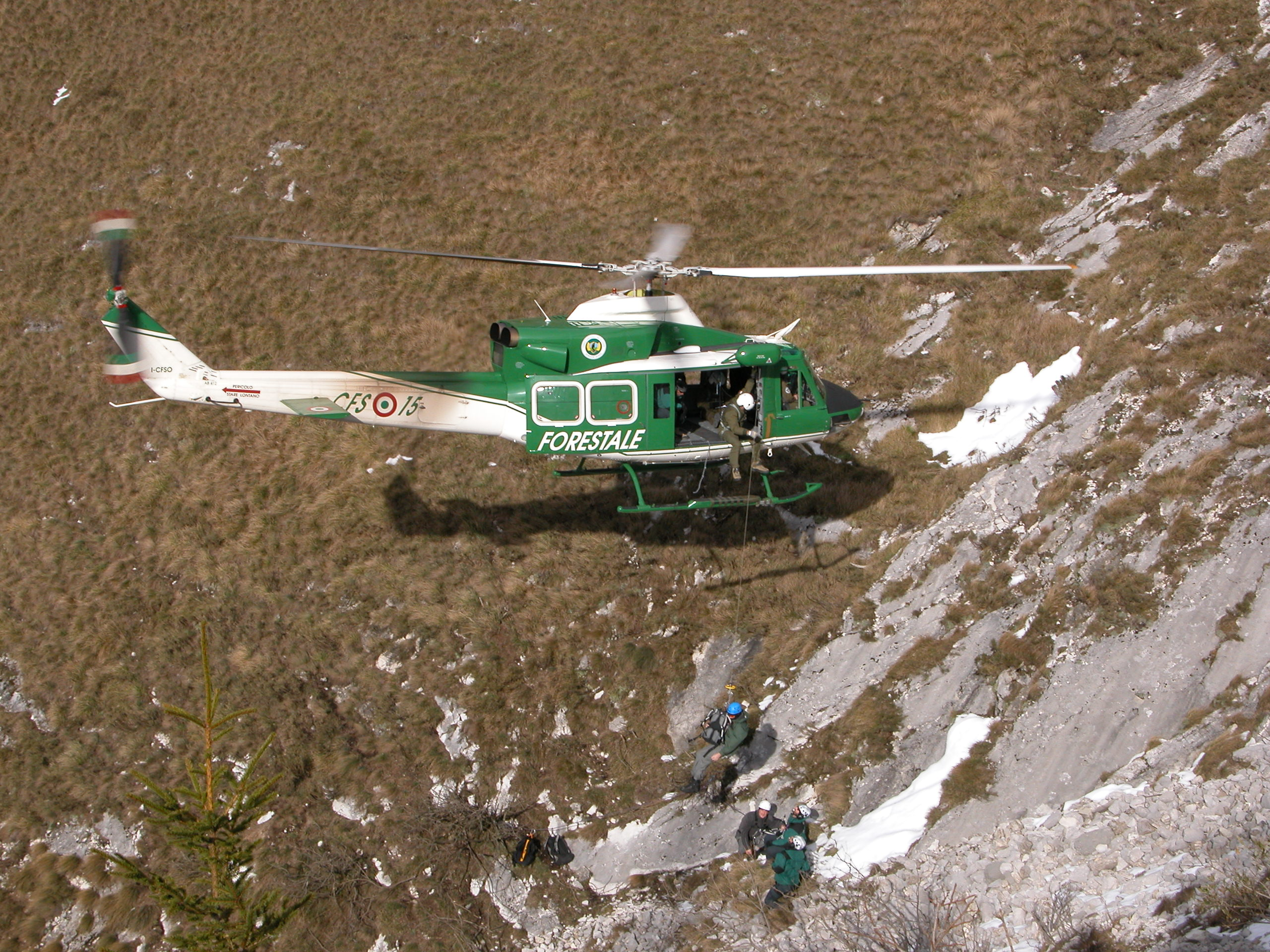
Un Agusta-Bell AB 412EP "Grifone" denominato CFS-15
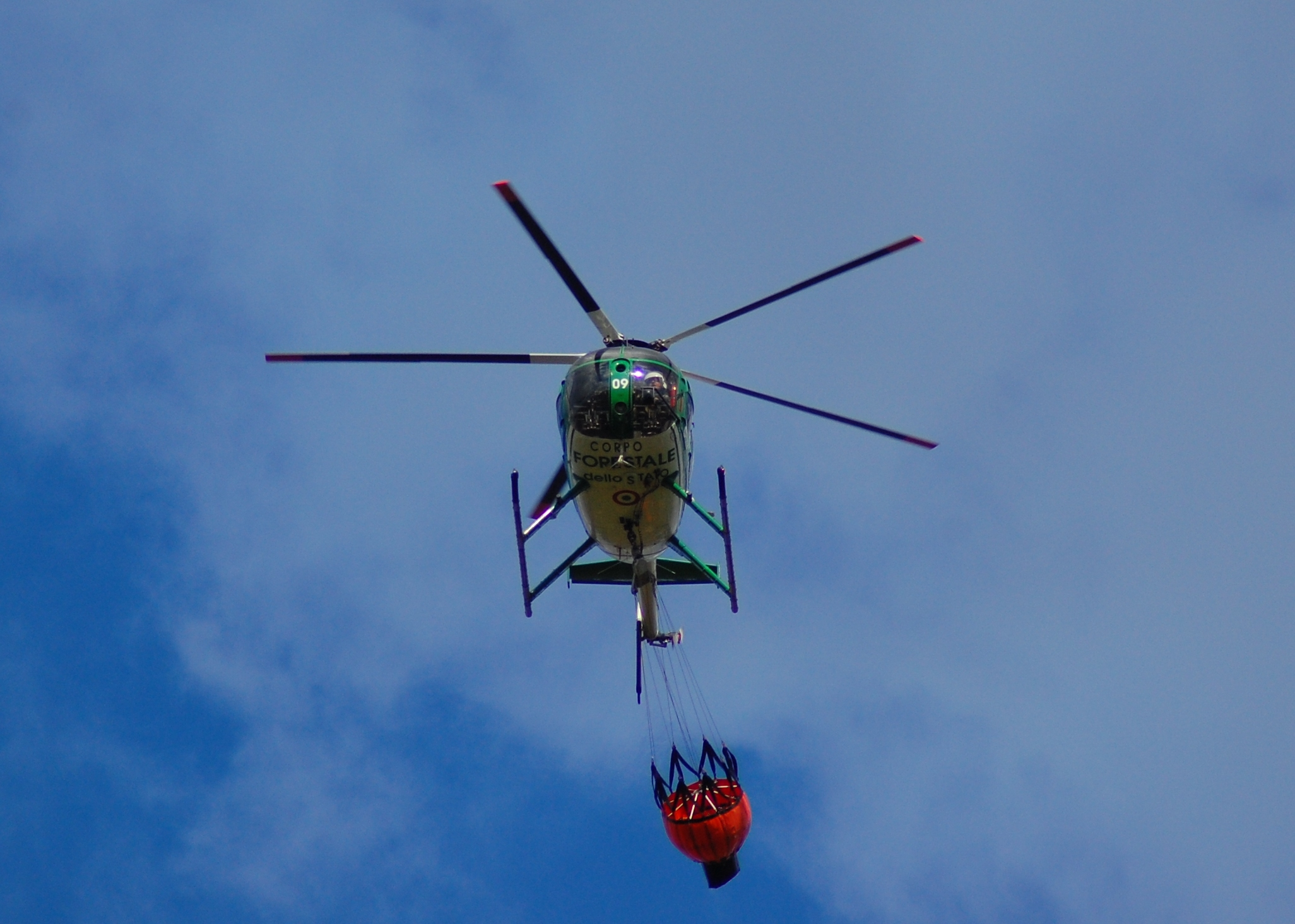
Breda Nardi Hughes NH-500D con Bambi bucket
Sikorsky S-64 assegnato al Corpo Forestale con denominazione CFS-101
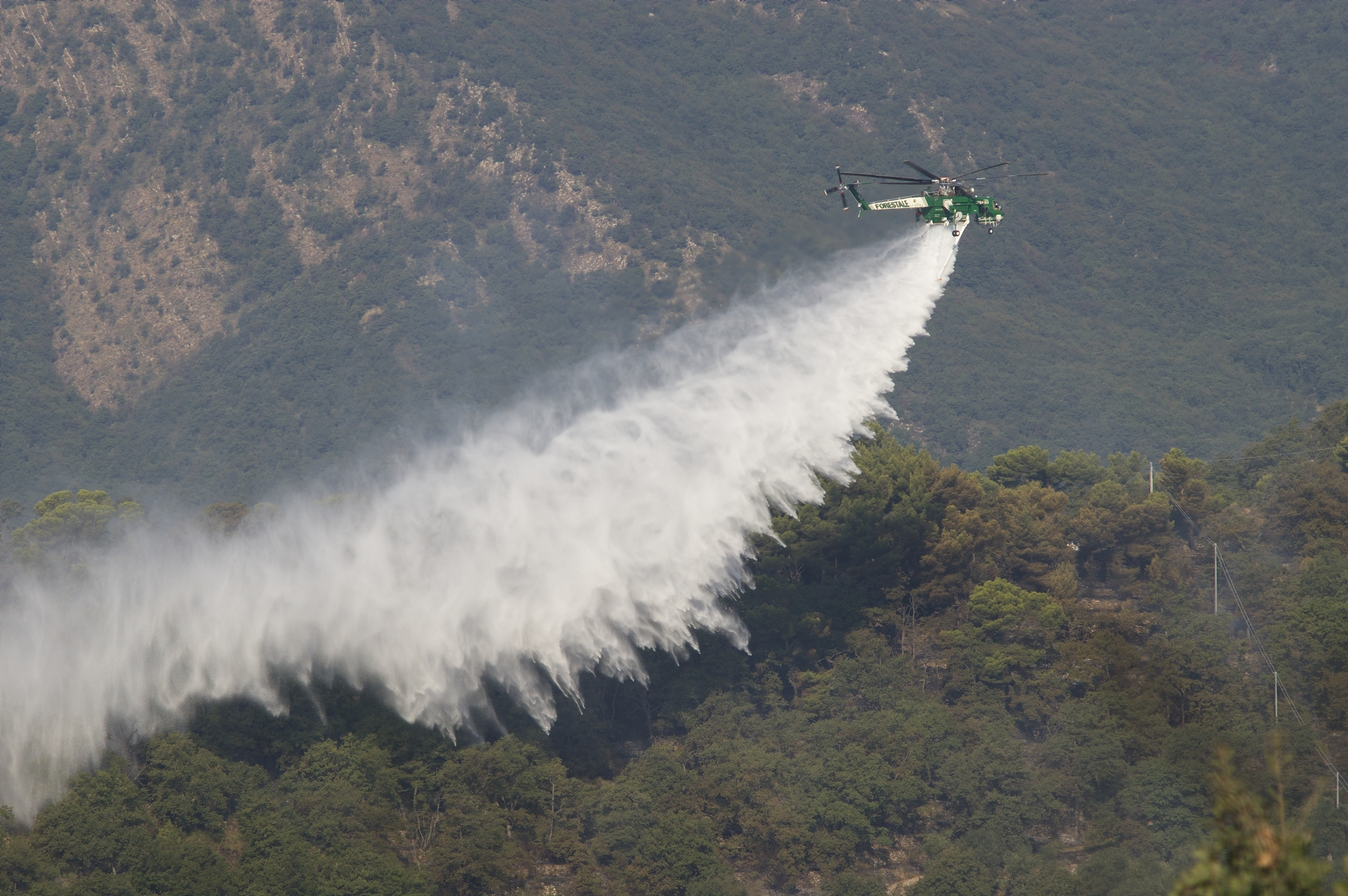
Il CFS-103 mentre spegne un incendio